# Passeig de Gràcia (métro de Barcelone)
Ne doit pas être confondu avec Gare de Barcelone-Passeig de Gràcia ou Gràcia (métro de Barcelone).
Passeig de Gràcia est une station des lignes 2, 3 et 4 du métro de Barcelone. Elle est située sous le Passeig de Gràcia dans le district Eixample, à Barcelone en Catalogne.
Elle est également en correspondance avec la Gare de Barcelone-Passeig de Gràcia desservie par trois lignes de trains de banlieue, six lignes régionales et une ligne inter-régionale.

## Situation sur le réseau

Plan du métro de Barcelone (2019).

Établie en souterrain, la station de correspondance Passeig de Gràcia est située : sur la ligne 2 du métro de Barcelone, entre la station Universitat en direction de la station terminus Paral·lel, et la station Tetuan, en direction de la station terminus Badalona Pompeu Fabra ; sur la ligne 3 du métro de Barcelone, entre la station Catalunya en direction de la station terminus Zona Universitària, et la station Diagonal, en direction de la station terminus Trinitat Nova ; et sur la ligne 4 du métro de Barcelone, entre la station Girona en direction de la station terminus Trinitat Nova, et la station Urquinaona, en direction de la station terminus La Pau,.

## Histoire
La station de métro est ouverte au public en 1924, lors de la mise en service de la ligne I du Grand métro de Barcelone, entre Catalunya et Lesseps. Elle porte alors de nom de Aragón, avant de prendre sa dénomination actuelle en 1982.

## À proximité
- Passeig de Gràcia
- Musée du Modernisme catalan
- Maison Batlló
- Maison Lleó Morera